# Viktor Pratl
Viktor Pratl (* 15. Mai 1896 in Hausmannstätten; † 8. Juli 1960 in Pernegg an der Mur) war ein österreichischer Gewerkschaftssekretär und Politiker (SDAP). Pratl war verheiratet und Abgeordneter zum Burgenländischen Landtag.
Pratl wurde als Sohn der Hausfrau Christina Pratl aus Hausmannstätten geboren. Er besuchte die Volks- und Bürgerschule und war in der Folge als Beamter tätig. Er leitete vom Arbeitersekretariat Fürstenfeld das sozialdemokratische Bezirksparteisekretariat für die Bezirke Güssing und Jennersdorf und war in der Folge Gewerkschaftssekretär in Güssing bzw. Landarbeitersekretär in Großpetersdorf. Ab 1922 gehörte er auch dem Landesparteivorstand der Sozialdemokratischen Arbeiterpartei an. Pratl wurde am 15. Juli 1922 als Abgeordneter zum Burgenländischen Landtag angelobt und vertrat die Sozialdemokratische Arbeiterpartei bis zum 30. Jänner 1923 in diesem Gremium. Pratl legte an diesem Tag sein Amt nieder.